# Kristalni mikrofon (nagrada)
Kristalni mikrofon je slovenska nagrada, ki jo od leta 2001 podeljuje Društvo poklicnih radijskih in televizijskih napovedovalcev Slovenije za dolgoletne dosežke na področju radijskega in televizijskega napovedovanja. Od leta 2005 podeljujejo še priznanje Ane Mlakar za obetavnega mladega napovedovalca, ki ga lahko prejmeta največ dva nagrajenca.   
Podelitev je praviloma 7. novembra, na dan ustanovitve društva. Nagrade ne podelijo vsako leto.  

## Nominacija
V poštev za nominacijo pridejo slovensko govoreči poklicni napovedovalci v Sloveniji, v zamejstvu in tujini ter poklicni napovedovalci, ki uporabljajo jezik narodnih manjšin v Sloveniji, madžarščino in italijanščino. Za priznanje Ane Mlakar se lahko predlaga mlajše od 35 let, ki imajo vsaj dve leti napovedovalskih izkušenj. 
Organizacijski odbor na društveni spletni strani objavi javni razpis vsaj dva meseca pred podelitvijo. Kandidate lahko predlagajo posamezniki in ustanove vsaj en mesec pred podelitvijo s primerno utemeljitvijo in priloženimi kakovostnimi posnetki v dolžini od 5 do 10 minut. Nagrajence izbere komisija iz največ štirih članov, od katerih mora biti vsaj eden član društva. 

## Prejemniki
- 2001: Maja Moll in Janko Ropret za izjemne dosežke na področju napovedovalskega dela[1]
- 2003: Nataša Dolenc in Marija Rosa Lojk Francesconi (z italijanskega govornega področja Radia Koper – Capodistria) za življenjsko delo[2]
- 2005: Ljudmila Strgar (Radio Koper) in † Slavko Kastelic (Radio Slovenija in TV Slovenija)[3][4]
- 2007: Janez Dolinar in Ivan Lotrič[5]
- 2009: Simona Juvan (Radio Slovenija) in Matej Rus (Radio Slovenija)[6]
- 2011: Ajda Kalan (Radio Slovenija) in Nadja Jarc (Radio Slovenija)[7]
- 2013: Ida Baš (RTV Slovenija, Radio Ognjišče) in Jasna Rodošek (Radio Slovenija)[8]
- 2016: Maria Pfeiffer (Radio Koper – Capodistria)[9] [10]
- 2019: Dušan Tomažič (Radio Maribor)[11]
- 2023: Menči Klančar (RTV Slovenija)[12]

## Priznanje Ane Mlakar
- 2005: Maja Šumej[3]
- 2007: Andrej Hofer[5]
- 2009: Bernard Stramič (Radio Slovenija)[6]
- 2011: Alenka Resman Langus (Radio Slovenija)[7]
- 2013: Miha Zor (Radio Slovenija)[7]
- 2016: Jasmina Bauman (Radio Maribor in Radio Slovenia International)[9]
- 2019: Ambrož Kvartič (Radio Slovenija)[11]
- 2023: Benjamin Jeram (Radio Slovenija in Radio Študent)[12]

## Člani komisije
- 2001: Matjaž Kmecl, Zinka Zorko in Blaž Blatnik[1]
- 2009: Miša Molk[6]
- 2019: Tomaž Gubenšek, Darinka Koderman Patačko, Danijel Poslek in Mojca Klarič[11]
- 2023: Primož Vitez, Danijel Poslek, Tina Lengar Verovnik in Dušan Tomažič[12]